# Kieran Dowell
Kieran Dowell (Ormskirk, 10 ottobre 1997) è un calciatore inglese, centrocampista o attaccante del Birmingham City, in prestito dai Rangers.

## Caratteristiche tecniche
È un trequartista, ma gioca anche come esterno di centrocampo, possiede una buona tecnica di basa, il suo gioco offensivo si incentra sulla capacità di muoversi negli spazi liberi, abile in fase di non possesso. È mancino, dotato di un tiro preciso, riesce a calciare con potenza, sfrutta bene le opportunità in area di rigore per merito del suo buon senso della posizione ma riesce a tirare anche dalla lunga distanza. Dowell è abile pure dagli undici metri riuscendo a calciare bene su penalty.

## Carriera

### Club

#### Everton e Nottingham Forest
Cresciuto nelle giovanili dell'Everton, debutta in prima squadra l'11 dicembre 2014 nel corso del match perso 1-0 contro il Krasnodar, valevole per l'Europa League. Vince il campionato inglese Under-21, l'edizione 2016-2017 dove Dowell segna 5 reti in 22 partite, il 30 aprile 2016 ha esordito in Premier League nel match vinto 2-1 contro il Bournemouth. Viene mandato in prestito in Championship, prima al Nottingham Forest nella seconda divisione, realizza un gol contro il Brentford vincendo per 4-3, segna la rete del 2-1 sconfiggendo il Sheffield United, sigla un gol anche contro il QPR e si ripete contro il Wolverhampton vincendo per 2-0 segnando una rete, inoltre è autore della tripletta che consegna la vittoria su 3-2 ai danni dell'Hull City. Nella FA Cup il Nottingham Forest batte l'Arsenal, club di Premier League, Dowell con un rigore segna la rete del 4-2.

#### Sheffield United e Derby County
Nel 2019 inizia a giocare per lo Sheffield United, segna solo due gol, il primo che sancisce la vittoria per 1-0 contro il West Brom e il secondo nel pareggio per 2-2 contro lo Stoke City, la squadra viene promossa in Premier League. L'11 luglio 2019 viene dato in prestito al Derby County, in seconda divisione.

#### Wigan e Norwich City
Nel 2020 gioca per il Wigan, realizza una rete sconfiggendo per 3-0 lo Stoke City, segna una tripletta nella goleada che si è conclusa per 8-0 contro l'Hull City. Il 30 luglio dello stesso anno passa al Norwich City per circa 2 milioni di euro. Vince il campionato di seconda divisione, l'edizione 2020-2021, all'inizio della stagione è rimasto inattivo per la maggior parte delle partite a causa di un infortunio: segna la rete del 2-0 nattendo il Nottingham Forest, un altro gol lo realizza nella schiacciante vittoria per 7-0 contro l'Huddersfield Town, la sua rete permette di ottenere la vittoria su 1-0 contro il Derby County, segna anche una doppietta vincendo per 4-1 ai danni del Reading. Passa in primna divisione, ma retrocede dopo una sola stagione come ultima classificata, Dowell ha segnato un solo gol, perdendo per 3-2 contro il Manchester United. Tornato in seconda divisione, Dowell segna la rete che fissa il punteggio sul 4-2 battendo il Coventry City, segna un gol anche contro l'Hull City vincendo per 3-1, realizza inoltre una doppietta nel successo per 4-0 contro il Preston.

#### Rangers e Birmingham
Si trasferisce in Scozia nel 2023 vestendo la maglia dei Rangers, nel campionato scozzese segna solo due gol, il primo contro il Livingston realizzanto la rete del definitivo 4-0 mentre il secondo sconfiggendo per 2-0 il Motherwell.
Torna poi in Inghilterra giocando in terza divisione, con il Birmingham, il primo gol lo segna contro il Cambridge Utd. vincendo per 4-0, la rete di Dowell consegna la vittoria su 1-0 contro il Lincoln City, segna un rigore prevalendo per 2-1 contro lo Stevenage, realizza una rete anche contro il Barnsley vincendo con il risultato di 6-2.

### Nazionale
Con la Nazionale under-20 inglese ha vinto i Mondiali di categoria, scendendo in campo in tutti i 7 match ed andando a segnando un solo gol, quello del 1-0 battendo la Corea del Sud. Gioca anche con la Nazionale Under-21, nel 2018, il 9 giugno, realizza il gol del 2-1 vincendo contro il Messico, mentre il 16 ottobre segna la rete del 2-0 battendo la Scozia.

## Statistiche

### Presenze e reti nei club
Statistiche aggiornate al 16 agosto 2025.
| Stagione            | Squadra             | Campionato          | Campionato | Campionato | Coppe nazionali | Coppe nazionali | Coppe nazionali | Coppe continentali | Coppe continentali | Coppe continentali | Altre coppe | Altre coppe | Altre coppe | Totale | Totale |
| Stagione            | Squadra             | Comp                | Pres       | Reti       | Comp            | Pres            | Reti            | Comp               | Pres               | Reti               | Comp        | Pres        | Reti        | Pres   | Reti   |
| ------------------- | ------------------- | ------------------- | ---------- | ---------- | --------------- | --------------- | --------------- | ------------------ | ------------------ | ------------------ | ----------- | ----------- | ----------- | ------ | ------ |
| 2014-2015           | Everton             | PL                  | 0          | 0          | FACup+CdL       | 0               | 0               | UEL                | 1                  | 0                  |             | -           | -           | 1      | 0      |
| 2015-2016           | Everton             | PL                  | 2          | 0          | FACup+CdL       | 0+0             | 0               | -                  | -                  | -                  | -           | -           | -           | 2      | 0      |
| 2017-2018           | Nottingham Forest   | FLC                 | 38         | 9          | FACup+CdL       | 2+3             | 1+0             | -                  | -                  | -                  | -           | -           | -           | 43     | 10     |
| 2018-gen. 2019      | Everton             | PL                  | 0          | 0          | FACup+CdL       | 0+2             | 0               | -                  | -                  | -                  | -           | -           | -           | 2      | 0      |
| Totale Everton      | Totale Everton      | Totale Everton      | 2          | 0          |                 | 2               | 0               |                    | 1                  | 0                  |             | -           | -           | 5      | 0      |
| gen.-giu. 2019      | Sheffield Utd       | FLC                 | 16         | 2          | FACup+CdL       | 1+0             | 0               | -                  | -                  | -                  | -           | -           | -           | 17     | 2      |
| 2019-gen. 2020      | Derby County        | FLC                 | 10         | 0          | FACup+CdL       | 0               | 0               | -                  | -                  | -                  | -           | -           | -           | 10     | 0      |
| gen.-giu. 2020      | Wigan               | FLC                 | 12         | 5          | FACup+CdL       | 1+0             | 0               | -                  | -                  | -                  | -           | -           | -           | 13     | 5      |
| 2020-2021           | Norwich City        | FLC                 | 24         | 5          | FACup+CdL       | 1+1             | 0+1             | -                  | -                  | -                  | -           | -           | -           | 26     | 6      |
| 2021-2022           | Norwich City        | PL                  | 19         | 1          | FACup+CdL       | 3+2             | 0               | -                  | -                  | -                  | -           | -           | -           | 24     | 1      |
| 2022-2023           | Norwich City        | FLC                 | 23         | 5          | FACup+CdL       | 1+1             | 0               | -                  | -                  | -                  | -           | -           | -           | 25     | 5      |
| Totale Norwich City | Totale Norwich City | Totale Norwich City | 66         | 11         |                 | 9               | 1               |                    | -                  | -                  |             | -           | -           | 75     | 12     |
| 2023-2024           | Rangers             | SP                  | 12         | 2          | CS+CdL          | 0+1             | 0               | UCL+UEL            | 2+0                | 0                  | -           | -           | -           | 15     | 2      |
| 2024-gen. 2025      | Rangers             | SP                  | 12         | 0          | CS+CdL          | 0+2             | 0               | UCL+UEL            | 1+1                | 0                  | -           | -           | -           | 16     | 0      |
| gen.-giu. 2025      | Birmingham City     | FLC                 | 19         | 5          | FACup           | 1               | 0               | -                  | -                  | -                  | FLT         | 3           | 0           | 23     | 5      |
| 2025-2026           | Rangers             | SP                  | 2          | 0          | CS+CdL          | 0+1             | 0               | UCL                | 3                  | 0                  | -           | -           | -           | 6      | 0      |
| Totale Rangers      | Totale Rangers      | Totale Rangers      | 26         | 2          |                 | 4               | 0               |                    | 7                  | 0                  |             | -           | -           | 37     | 2      |
| Totale carriera     | Totale carriera     | Totale carriera     | 189        | 34         |                 | 23              | 2               |                    | 8                  | 0                  |             | 3           | 0           | 223    | 36     |

## Palmarès

### Club

#### Competizioni nazionali
- Campionato inglese di seconda divisione: 1

Norwich City: 2020-2021
- Coppa di Lega scozzese: 1

Rangers: 2023-2024
- Football League One: 1

Birmingham City: 2024-2025

### Nazionale
- Campionato mondiale Under-20: 1

Corea del Sud 2017